# 도드람산
도드람산은 대한민국 경기도 이천시에 있는 한국의 화강암 산으로 높이는 394m이다. 저명산(猪鳴山)이라고 부르기도 한다.

## 지질
도드람산은 높이 349m에 불과하지만 ‘소금강’이라는 별명이 붙은 건 기암괴석으로 이루어진 봉우리들 덕분이다. 대부분의 등산로가 바위 지대에 나있으며 로프와 계단 등 안전 시설물에 의존해서 등반하는 암릉 구간이 많다. 도드람산의 지질은 중생대 쥐라기 대보 화강암 흑운모 화강암과 이를 관입한 산성암맥으로 구성된다. 

## 지명 유래
옛날 이 산에 살고 있던 효자가 어머니를 위해 산 절벽에 붙어 있는 석이를 캐고 있었는데 절벽 위에 몸을 묶은 밧줄이 바위 모서리로 인해 끊어질 위기에 처하면서 목숨이 위태로운 상황이었다. 산신령의 명령을 받은 멧돼지가 울면서 효자의 목숨을 구했다는 전설이 전한다.

## 같이 보기
- 한국의 산 목록
- 이천시의 지질
- 한국의 화강암